# 梁安郡 (湖北)
梁安郡，中国南北朝时设置的郡。
南朝梁置梁安郡，治梁安县（今湖北省武汉市黄陂区北），属北江州。西魏改为魏安郡。隋开皇三年（583年），废郡，甑山县直属复州。